# Jeyawati rugoculus
Il jeyawati (Jeyawati rugoculus) è un dinosauro erbivoro appartenente agli ornitopodi. Visse nel Cretaceo superiore (Turoniano, circa 90 milioni di anni fa) e i suoi resti fossili sono stati ritrovati in Nordamerica (Nuovo Messico).

## Descrizione
Questo dinosauro è noto per resti di un cranio parziale e di uno scheletro incompleto, che permettono di ricostruire un animale dalla corporatura piuttosto robusta e di grandi dimensioni (lunghezza circa 8 metri). Il cranio era piuttosto caratteristico, dalla forma allungata e leggermente incurvata verso il basso, con un grosso becco adunco. Nella regione postorbitale erano presenti numerosi rilievi, che forse supportavano grandi scaglie e davano all'animale un aspetto rugoso (da qui l'epiteto specifico rugoculus, “occhio rugoso”). 

## Classificazione
Il jeyawati era un rappresentante degli adrosauroidi, un gruppo di ornitopodi specializzati dal quale si originarono, alla fine del Cretaceo, gli adrosauri veri e propri, o dinosauri a becco d'anatra. Jeyawati, in particolare, sembra essere stato a un livello intermedio tra dinosauri come Protohadros, Eolambia e Probactrosaurus, e gli adrosauri più primitivi, come Bactrosaurus, Shuangmiaosaurus e Telmatosaurus.

## Stile di vita
I resti di questo animale sono stati ritrovati in terreni che, circa 90 milioni di anni fa, ospitavano una foresta acquitrinosa che cresceva sulle rive di un vasto mare interno. Molto probabilmente, Jeyawati si nutriva di felci e conifere, rinvenute allo stato fossile nel medesimo luogo. Altri dinosauri vissuti negli stessi luoghi  furono un possibile antenato dei ceratopsidi (Zuniceratops) e un bizzarro erbivoro dai grandi artigli (Nothronychus). Il nome Jeyawati deriva dalla lingua Zuñi e significa “bocca che mastica”, con riferimento al sofisticato meccanismo di masticazione sviluppatosi nella linea evolutiva di Jeyawati e degli altri adrosauroidi.